# Boucle d'Or et Petit Ours
Pour les articles homonymes, voir Boucles d'or (homonymie).
 (novembre 2023).
Boucle d'Or et Petit Ours (Goldie & Bear) est une série télévisée d'animation américaine qui a commencé en septembre 2015.

## Synopsis
Boucle d'Or est une fille pleine de vie et de malice qui a pour compagnon de jeu et meilleure ami Petit Ours. Ensemble, ils vivent des aventures extraordinaires dans un monde de rêve et de fantaisie: le pays des contes de fées.

## Distribution

### Voix originales
- Goldie (Boucle d'Or), Felicity : Natalie Lander
- Bear (Petit Ours), Kyle : Georgie Kidder
- Little Red Riding Hood (Petit Chaperon Rouge)  / Old Woman Who Lives in the Shoe : Justine Huxley
- Big Bad Wolf (Grand Méchant Loup) : Jim Cummings
- Humpty Dumpty : Mitchell Whitfield
- Beanstalk Jack / Brix : David Kaufman
- Papa Bear (Papa Ours) : Barry Wiggins
- Mama Bear (Maman Ours) : Mary Birdsong
- Twigs : 	Kath Soucie
- Mr. Locks : Michael McKean
- Fairy Godmother : Lesley Nicol
- Jack : Miles Brown
- Jill : Marsai Martin
- Granny : Philece Sampler

### Voix en Français
- Boucle d'Or : Nancy Philippot
- Petit Ours : Shérine Seyad
- Dylan : Sophie Pyronnet
- Rubis / Felicity : Helena Coppejans
- Madame qui habite dans la chaussure de quelqu'un  / Branchounette : Fanny Roy
- Grand Méchant Loup : Pierre Lognay
- Jack, Briquounet : Pierre Le Bec
- Paillounet : Sébastien Hébrant
- Mère-Grand : Carine Séront
- Humpty Dumpty : Alessandro Bevilacqua

Doublage
- Studio de doublage : Dubbing Brothers Belgique
- Direction artistique : Marie Van Ermengem
- Adaptation : Valérie Tatéossian

Source: Générique et carton de doublage sur Disney+